# Assoziation für kritische Gesellschaftsforschung
Die Assoziation für kritische Gesellschaftsforschung (AkG) ist ein Zusammenschluss von Sozialwissenschaftlern aus Deutschland, Österreich und der Schweiz.

## Ziele
Die Assoziation wurde im Juni 2004 gegründet. In ihrem Internetauftritt beschreibt sie das Ziel, dass „die Diskussion gesellschaftskritischer Theorieansätze, deren Reproduktion und Weiterentwicklung in Zeiten ihrer zunehmenden Marginalisierung an den Hochschulen gesichert werden soll.“ Die Universität als eine Institution wird von der AkG in ihren Analysen als ein Ort der Wissensproduktion begriffen und folglich unter dem Gesichtspunkt „der Herrschaftsförmigkeit der organisationalen Strukturen des Wissenschaftsbetriebs“ untersucht. Zu diesem Zweck finden in der Regel halbjährlich Tagungen zu speziellen Themen statt.

## Öffentliche Präsenz
Die AkG schaltete sich wiederholt in aktuelle gesellschaftliche Debatten ein. Zur Europapolitik und deren soziale Auswirkungen veröffentlichte die AkG am 15. März 2012 einen Aufruf in der taz, der sich u. a. gegen die Ratifizierung des Fiskalpakts aussprach. In der Kontroverse um die Verleihung des Theodor-W.-Adorno-Preises an die Philosophin Judith Butler gab die AkG am 4. September 2012 eine öffentliche Erklärung zugunsten der Preisträgerin ab. Zu Beginn des Tarifstreits der Gewerkschaft Deutscher Lokomotivführer im Herbst 2014 rief die AkG zur Solidarität mit der GDL auf. Das Institut Solidarische Moderne schloss sich dem Aufruf an. Im Januar 2016 forderte die AkG die türkische Regierung in einer Stellungnahme dazu auf, die strafrechtliche Verfolgung der Akademiker für den Frieden einzustellen. Seit Beginn der COVID-19-Pandemie veranstaltet die AkG eine digitale Diskussionsreihe mit dem Titel 'Gesellschaftsforschung in Zeiten sozialer Distanzierung'.

## Organisation

### Vorstand
Vorstand und Geschäftsführung der AkG werden jeweils für die Dauer eines Jahres auf der Mitgliederversammlung gewählt. Der aktuelle Vorstand besteht seit September 2022 aus Nikolai Huke, Thomas Sablowski und Stefanie Wöhl.

### Arbeitskreise
Die AkG unterhält folgende Arbeitskreise:

#### Arbeitskreis Arbeitskämpfe
Der Arbeitskreis trifft sich regelmäßig seit Frühjahr 2014. Neben Wissenschaftlern gehören Aktivisten verschiedener Arbeitskämpfe zu den Teilnehmern der Treffen, die dem Austausch zwischen Forschern und gewerkschaftlich bzw. betrieblich Aktiven dienen soll. Zu den Gästen zählten in der Vergangenheit u. a. Beschäftigte von Amazon, ein Aktivist der Nuit-debout-Proteste sowie ein Gründungsmitglied der Gefangenengewerkschaft. Mitglieder des Arbeitskreises schrieben Ende 2015 einen offenen Brief, der sich mit den Forderungen der Inhaftierten der JVA Butzbach nach Gewerkschaftsfreiheit solidarisierte und von rund 150 Hochschullehrern und Gewerkschaftern weltweit unterzeichnet wurde.
Darüber hinaus beschäftigt sich der Arbeitskreis auch mit Arbeitskämpfen im Hochschulbereich. Im Juni 2020 verfasste der Arbeitskreis eine Erklärung, in der er die unzureichende Versorgung und Unterstützung der Bewohner eines Hochhauses in Göttingen durch die Stadtverwaltung kritisierte. Das gesamte Hochhaus wurde im Rahmen der COVID-19-Pandemie unter Quarantäne gestellt, weil zwei Bewohner positiv getestet worden waren. Über 70 Hochschullehrer und Aktivisten unterschrieben die Erklärung.

#### Arbeitskreis kritische Europaforschung (AKE)
Im Jahr 2011 wurde der AKE gegründet. Der europolitische Aufruf der AkG aus dem März 2012 wurde innerhalb des Arbeitskreises erarbeitet.

#### Forum kritische politische Bildung (FKPB)
Das FKPB besteht seit 2010. Es ist ein Netzwerk von Wissenschaftlern und im Bildungsbereich tätigen Leuten, die sich kritisch-emanzipatorischen Ansätzen in der Politischen Bildung verschrieben haben. Durch die Herausgabe des Buches Kritische politische Bildung. Ein Handbuch 2010 hat sich ein Diskussionszusammenhang begründet, der als Kritische politische Bildung bezeichnet wird. Die Mitglieder zielen auf Ansätze der schulischen und außerschulischen politischen Bildung, die sich auf macht- und herrschaftskritische Positionen beziehen. Zirka alle zwei Jahre finden Tagungen des Forums statt; dazwischen kommt es zu Workshops, die sich spezifischen Themen widmen. Im Juni 2015 wurde die Frankfurter Erklärung zur Politischen Bildung zugänglich gemacht, die von FKPB-Mitgliedern erarbeitet worden war. Im Februar 2019 wurde auf der Homepage des FKPB ein FAQ veröffentlicht, das das Extremismus-Konzept kritisiert. Unter anderem wird die Verwendbarkeit des Begriffs in der Bildungsarbeit in Frage gestellt. Der gegenwärtige Diskussionsstand kritischer politischer Bildung wurde durch das Handbuch Kritische politische Bildung 2023 dokumentiert.

### Mitglieder
Bekannte Mitglieder der Assoziation sind u. a. Dario Azzellini, Bernd Belina, Ulrich Brand, Michael Brie, Achim Brunnengräber, Mario Candeias, Alex Demirović, Andreas Eis, Christoph Görg, Friederike Habermann, Michael Heinrich, Joachim Hirsch, Nikolai Huke, Alexandra Manzei, Rainer Rilling, Birgit Sauer, Ingar Solty, Ruth Sonderegger, Jens Wissel, Markus Wissen, Frieder Otto Wolf und Aram Ziai.
Bereits verstorbene Mitglieder waren Elmar Altvater, Wolf-Dieter Narr und Heinz Steinert.

## Veröffentlichungen
Seit 2008 gibt die AkG beim Verlag Westfälisches Dampfboot eine eigene Buchreihe heraus. Die in unregelmäßigen Abständen erscheinenden Bände basieren in der Regel auf vorausgegangenen Tagungen.
- Jens Wissel, Stefanie Wöhl (Hrsg.): Staatstheorie vor neuen Herausforderungen. Analyse und Kritik. 2008, ISBN 978-3-89691-747-8 (Volltext [PDF; 1,1 MB]).
- Alex Demirović (Hrsg.): Kritik und Materialität. 2008, ISBN 978-3-89691-748-5 (Volltext [PDF; 1,1 MB]).
- Eva Hartmann, Caren Kunze, Ulrich Brand (Hrsg.): Globalisierung, Macht und Hegemonie. Perspektiven einer kritischen internationalen politischen Ökonomie. 2009, ISBN 978-3-89691-757-7 (Volltext [PDF; 1,6 MB]).
- Alfred Krovoza, Christina Kaindl, Alex Demirović (Hrsg.): Das Subjekt – zwischen Krise und Emanzipation. 2010, ISBN 978-3-89691-771-3 (Volltext [PDF; 1,1 MB]).
- Michael Bruch, Wolfram Schaffar, Peter Scheiffele (Hrsg.): Organisation und Kritik. 2011, ISBN 978-3-89691-869-7 (Volltext [PDF; 1,7 MB]).
- Forschungsgruppe ›Staatsprojekt Europa‹ (Hrsg.): Die EU in der Krise. Zwischen autoritärem Etatismus und europäischem Frühling. 2012, ISBN 978-3-89691-898-7 (Volltext [PDF; 1,2 MB]).
- Ian Bruff, Matthias Ebenau, Christian May, Andreas Nölke (Hrsg.): Vergleichende Kapitalismusforschung: Stand, Perspektiven, Kritik. 2013, ISBN 978-3-89691-928-1 (Volltext [PDF; 1,6 MB]).
- Alex Demirović, Sebastian Klauke, Étienne Schneider (Hrsg.): Was ist der »Stand des Marxismus«? Soziale und epistemologische Bedingungen der kritischen Theorie heute. 2015, ISBN 978-3-89691-717-1 (Volltext [PDF; 1,1 MB]).
- Carina Book, Nikolai Huke, Sebastian Klauke, Olaf Tietje (Hrsg.): Alltägliche Grenzziehungen. Das Konzept der ›imperialen Lebensweise‹, Externalisierung und exklusive Solidarität. 2019, ISBN 978-3-89691-273-2.
- Alex Demirović, Susanne Lettow, Andrea Maihofer (Hrsg.): Emanzipation. Zur Geschichte und Aktualität eines politischen Begriffs. 2019, ISBN 978-3-89691-282-4 (Volltext [PDF]).
- Carina Book, Nikolai Huke, Norma Tiedemann, Olaf Tietje (Hrsg.): Autoritärer Populismus. 2020, ISBN 978-3-89691-257-2.
- Andreas Kranebitter, Monika Mokre, Arno Pilgram, Verena Reidinger, Christoph Reinprecht, Karl Reitter (Hrsg.): Befreiungswissen als Forschungsprogramm. Denken mit Heinz Steinert, Münster 2022, ISBN 978-3-89691-072-1.
- Margit Rodrian-Pfennig, Holger Oppenhäuser, Georg Gläser, Udo Dannemann (Hrsg.): Dirty Capitalism. Politische Ökonomie (in) der politischen Bildung, Münster 2024, ISBN 978-3-89691-092-9.
- Dominik Feldmann, Steffen Pelzel, Jana Sämann (Hg.): Kampffeld politische Bildung. Zur Analyse und Kritik aktueller Versuche von Einhegung, Einebnung und Begrenzung, Münster 2024, ISBN 978-3-89691-131-5.